# Comissão von der Leyen
A Comissão von der Leyen é a Comissão Europeia no cargo desde 1 de dezembro de 2019 e ficará até 2024, sendo sucessora da Comissão Juncker. A presidente designada da Comissão é Ursula von der Leyen, que preside 26 outros comissários (um de cada um dos estados-membros que compõem a União Europeia, exceto a Alemanha, que é o estado de von der Leyen, tendo o Reino Unido, em processo de Brexit não indicado nenhum nome).

## Eleição
Ursula von der Leyen foi selecionada e proposta ao Parlamento Europeu pelo Conselho Europeu em 3 de julho de 2019, após uma negociação de três dias entre os líderes dos estados-membros. Von der Leyen enfrentou muitos críticos, especialmente pelos eurodeputados, uma vez que o Conselho Europeu ignorou o chamado sistema spitzenkandidat ao escolher o candidato para o cargo.
Em 16 de julho de 2019, o Parlamento Europeu votou a proposta do Conselho Europeu e elegeu Von der Leyen com 383 votos (374 votos necessários). Depois, von der Leyen convocou os estados-membros a indicarem candidatos para as várias pastas da Comissão. A Comissão tomou posse em 1 de dezembro de 2019.

## Comissários
| Comissário             | Portefólio                                                | Partido Europeu (Part. Nacional) | Partido Europeu (Part. Nacional) | Estado Membro | Nomeação oficial                           | Refs.                          |
| ---------------------- | --------------------------------------------------------- | -------------------------------- | -------------------------------- | ------------- | ------------------------------------------ | ------------------------------ |
| Ursula von der Leyen   | Presidente                                                |                                  | PPE (CDU)                        | Alemanha      | 2 de julho de 2019 (pelo Conselho Europeu) | [ 3 ] [ 4 ]                    |
| Frans Timmermans       | Ação Climática (Vice-presidente Executivo)                |                                  | PSE (PvdA)                       | Países Baixos |                                            | [ 3 ] [ 4 ]                    |
| Margrethe Vestager     | Concorrência (Vice-presidente Executivo)                  |                                  | ALDE (B)                         | Dinamarca     | 1 de agosto de 2019                        | [ 3 ] [ 5 ] [ 6 ] [ 4 ]        |
| Valdis Dombrovskis     | Serviços Financeiros (Vice-presidente Executivo)          |                                  | PPE (V)                          | Letónia       | 23 de julho de 2019                        | [ 3 ] [ 7 ] [ 4 ]              |
| Josep Borrell          | Política Externa (Alto Representante/Vice-presidente)     |                                  | PSE (PSOE)                       | Espanha       |                                            | [ 3 ] [ 8 ] [ 9 ] [ 10 ] [ 4 ] |
| Maroš Šefčovič         | Relações Interinstitucionais e Previsão (Vice-presidente) |                                  | PSE (Smer-SD)                    | Eslováquia    | 19 de julho de 2019                        | [ 3 ] [ 11 ] [ 4 ]             |
| Věra Jourová           | Valores e Transparência (Vice-presidente)                 |                                  | ALDE (ANO)                       | Chéquia       |                                            | [ 12 ] [ 4 ]                   |
| Dubravka Šuica         | Democracia e Demografia (Vice-presidente)                 |                                  | PPE (HDZ)                        | Croácia       |                                            | [ 13 ] [ 4 ]                   |
| Margaritis Schinas     | Proteção do Modo de Vida Europeu (Vice-presidente)        |                                  | PPE (ND)                         | Grécia        | 23 de julho de 2019                        | [ 14 ] [ 15 ] [ 4 ]            |
| Johannes Hahn          | Orçamento e Administração                                 |                                  | PPE (ÖVP)                        | Áustria       | 22 de julho de 2019                        | [ 16 ] [ 17 ] [ 4 ]            |
| Phil Hogan             | Comércio                                                  |                                  | PPE (FG)                         | Irlanda       | 31 de julho de 2019                        | [ 3 ] [ 18 ]                   |
| Mariya Gabriel         | Inovação e Juventude                                      |                                  | PPE (GERB)                       | Bulgária      | 23 de julho de 2019                        | [ 3 ] [ 19 ] [ 4 ]             |
| Nicolas Schmit         | Emprego                                                   |                                  | PSE (LSAP)                       | Luxemburgo    |                                            | [ 3 ] [ 4 ]                    |
| Paolo Gentiloni        | Economia                                                  |                                  | PSE (PD)                         | Itália        | 5 de setembro de 2019                      | [ 20 ] [ 4 ]                   |
| Janusz Wojciechowski   | Agricultura                                               |                                  | ARCE (PiS)                       | Polónia       |                                            | [ 21 ] [ 4 ]                   |
| Elisa Ferreira         | Coesão e Reformas                                         |                                  | PSE (PS)                         | Portugal      |                                            | [ 22 ] [ 23 ] [ 4 ]            |
| László Trócsányi       | Vizinhança e Alargamento                                  |                                  | PPE (Fidesz)                     | Hungria       |                                            | [ 3 ] [ 4 ]                    |
| Stella Kyriakidou      | Saúde                                                     |                                  | PPE (DISY)                       | Chipre        | 23 de julho de 2019                        | [ 3 ] [ 24 ] [ 4 ]             |
| Didier Reynders        | Justiça                                                   |                                  | ALDE (MR)                        | Bélgica       |                                            | [ 25 ] [ 4 ]                   |
| Rovana Plumb           | Transportes                                               |                                  | PSE (PSD)                        | Roménia       |                                            | [ 26 ] [ 4 ]                   |
| Helena Dalli           | Igualdade                                                 |                                  | PSE (PL)                         | Malta         |                                            | [ 27 ] [ 4 ]                   |
| Sylvie Goulard         | Mercado Interno                                           |                                  | Nenhum (RE)                      | França        |                                            | [ 28 ] [ 4 ]                   |
| Ylva Johansson         | Assuntos Internos                                         |                                  | PSE (S)                          | Suécia        |                                            | [ 29 ] [ 4 ]                   |
| Janez Lenarčič         | Gestão de Crises                                          |                                  | Nenhum (Ind.)                    | Eslovênia     | 26 de julho de 2019                        | [ 30 ] [ 31 ] [ 4 ]            |
| Jutta Urpilainen       | Parcerias Internacionais                                  |                                  | PSE (SDP)                        | Finlândia     | 22 de julho de 2019                        | [ 32 ] [ 33 ] [ 4 ]            |
| Kadri Simson           | Energia                                                   |                                  | ALDE (KESK)                      | Estónia       | 22 de julho de 2019                        | [ 34 ] [ 35 ] [ 4 ]            |
| Virginijus Sinkevičius | Ambiente e Oceanos                                        |                                  | Nenhum (LVŽS)                    | Lituânia      |                                            | [ 36 ] [ 4 ]                   |